# Maryhill (Nouvelle-Zélande)
Maryhill est une banlieue résidentielle de la ville de Dunedin, située au sud de l’île du Sud en Nouvelle-Zélande.

## Situation
La banlieue est située sur une crête au sud-ouest de la ville centrale, entre les banlieues de Mornington, Kenmure, et Caversham.
La petite banlieue de Balaclava se trouve immédiatement à l’ouest.

## Toponymie
Maryhill tiendrait son nom d’un quartier de la cité de Glasgow en Ecosse, d’où étaient originaires un grand nombre des premiers colons de la banlieue.
Ceci apparaît inhabituel parmi les banlieues de Dunedin, dont de nombreux des premiers colons étaient plutôt originaires de la banlieue d’Edinburgh
Maryhill et à proximité « Little Paisley », sont les seules banlieues ayant un nom originaire de Glasgow et ce dernier est un ancien nom rarement utilisé actuellement.
Une seconde théorie est que Maryhill a été nommée en l’honneur de Mary, la femme d’un des premiers colons de Dunedin, John Bathgate (en).

## Description
La rue principale dans la banlieue de Maryhill est Glenpark Avenue, qui part vers le sud à partir d’une série de petites rues, qui la relient à Mailer Street dans la banlieue de Mornington .
À son extrémité sud, elle rejoint une route tortueuse en zigzag nommée Lancefield Street, qui mène à la banlieue de Caversham.
Plusieurs routes traversent Glenpark Avenue notamment Maryhill Terrace et Glen Road. Celles-ci sont connectées avec Caversham au niveau de The Glen dans le coin sud-ouest de Maryhill.
Elgin Road, qui court parallèlement à Glenpark Avenue et siège grossièrement au bord des banlieues de Maryhill, Mornington, et Kenmure, constitue une voie d'accès majeure à la partie ouest de Maryhill. Cette route est reliée à Mailer Street et Kenmure Road à son point le plus au nord et à Mornington Road à son extrémité sud.
Little Paisley est l’ancien nom de ce secteur tout près de la limite de Maryhill et de Mornington, entre les zones de Glen Road et d’Eglinton Road près du cimetière sud de Dunedin (en).
L'endroit tire son nom des premières années de la colonisation de Dunedin, alors qu'il accueillait des tisserands venus de Paisley en Écosse.
Le nom est maintenant rarement utilisé.

## Transports
La banlieue de Maryhill fut reliée de 1855 à 1955 au tramway de Dunedin (en) via l’extension de Maryhill.
Le tronçon, qui suivait Glenpark Avenue à partir de Mornington, était parfaitement droit et était parfois surnommé « The Big Dipper » à cause de son profil ondulé comme des montagnes russes.

## Personnalités notables
Parmi les résidents notables de Maryhill, on note l’écrivain et éditeur Sir Alfred Hamish Reed (en).

## La banlieue de Balaclava
Balaclava, a été nommée d'après la Bataille de Balaklava pendant la Guerre de Crimée. C’est une petite zone résidentielle située tout près de l’extrémité sud d'Elgin Road et dans les rues qui s'y raccordent.
Elle est reliée à la banlieue de Kenmure et donc à la vallée de Kaikorai par Barr Street, et à ‘Lookout Point’ par Mornington Road.